# Jan Cees Vogelaar
Jan Cees Vogelaar (Anna Jacobapolder, 1962) is een Nederlands (oud-)melkveehouder en boerenbestuurder.

## Jeugd
Vogelaar werd geboren in een boerengezin. Zijn ouders hadden in Anna Jacobapolder een gemengd bedrijf met koeien, varkens en kippen, suikerbieten en aardappelen.
Na de verhuizing van zijn ouders naar Lelystad, volgde hij de lagere en middelbare landbouwschool in Emmeloord. In deze periode trad hij toe tot de maatschap van zijn ouders.

## Functies en activiteiten
Vogelaar werd op 21-jarige leeftijd bestuurslid van het NAJK. Daarna was hij voorzitter van de Sectorraad Paarden, en tussen 1997 en 2001 van de LTO-vakgroep melkveehouderij. Ook was hij actief bij FrieslandCampina. In 2020 deed hij een gooi naar het voorzitterschap van de LTO, maar dat lukte niet.
Vogelaar kreeg in 2019 en 2020 landelijke bekendheid door zijn verzet tegen de stikstofplannen van de Nederlandse overheid en het landbouwbeleid van de EU. Hij richtte in 2019 het Landbouwcollectief op en presenteerde in 2020 als voorzitter van het Mesdagfonds een rapport dat moest aantonen dat het aandeel in de stikstofuitstoot door boeren de helft lager was dan wat het RIVM had vastgesteld. Boerenactiegroep Farmers Defence Force die nauwe banden heeft met Vogelaar, gebruikte het rapport van het Mesdagfonds in de strijd tegen de plannen van het ministerie van LNV om de boeren te dwingen minder stikstof uit te stoten.

## Politiek
Tot en met 2019 was Vogelaar actief voor het CDA. Zo stond hij in 2018 op de CDA-lijst in Lelystad voor de gemeenteraadsverkiezingen en in 2019 op de lijst voor Flevoland voor de Provinciale Statenverkiezingen.
Na de stikstofcrisis en de boerenacties die daarmee gepaard gingen, maakte hij de overstap naar Forum voor Democratie (FVD). In 2020 kreeg hij plaats 9 op de kandidatenlijst van deze partij voor de Tweede Kamerverkiezingen van 17 maart 2021. Niet alleen vanwege zijn kritische opstelling aangaande landbouw vond hij aansluiting bij FVD, ook andere standpunten van hem sloten aan bij die van deze partij. Zo vreesde hij voor de aantasting van het platteland door wat hij noemt de immigratiestroom en door windturbines die hij onwenselijk achtte. Zijn credo is: "de boeren moeten kunnen blijven boeren". Problemen met de natuur zijn er niet volgens hem. Overigens is hij wel zakelijk betrokken bij windmolens.
In december 2020 verliet hij met onder anderen Joost Eerdmans, Annabel Nanninga en Eva Vlaardingerbroek de partij, nadat racistische en antisemitische app-gesprekken bij de jongerenorganisatie van FVD (JFVD) waren gelekt. Hij sloot zich vervolgens aan bij JA21, de partij die in december 2020 werd opgericht door Joost Eerdmans en Annabel Nanninga. Voor deze partij stond hij op de zevende plek van de kandidatenlijst bij de Tweede Kamerverkiezingen van 2021.

## Persoonlijk
Vogelaar is een broer van oud-minister Ella Vogelaar.